# Kārlis Zariņš
Kārlis Zariņš (* 6. Juli 1930 in Riga, Lettland; † 23. September 2015 ebenda) war ein sowjetischer bzw. lettischer Opernsänger (Tenor).

## Leben
Kārlis Zariņš wurde in eine lettische Arbeiterfamilie hineingeboren. 1944 beendete er seine Schulzeit, besuchte anschließend eine wirtschaftliche Berufsfachschule und belegte Abendkurse. Er studierte dann von 1955 bis 1960 Gesang am Staatlichen Lettischen Konservatorium, der „Lettischen Musikakademie Jāzeps Vītols“. Zur Vervollkommnung seiner Ausbildung unternahm er weitere Studien am Konservatorium Sofia bei dem Gesangsprofessor Iļjas Josifova und an der Nationaloper Sofia.
1960 wurde er festes Ensemblemitglied der Lettischen Nationaloper Riga. Der Lettischen Nationaloper gehörte er fast 40 Jahre bis 1996 an; er sang dort über 60 verschiedene Partien. Zariņš sang bereits zu Beginn seiner Karriere das Fach des jugendlichen Heldentenors; später war er hauptsächlich als Heldentenor in den Werken von Giuseppe Verdi, Richard Wagner und des russisch-slawischen Repertoires eingesetzt. Gegen Ende seiner Karriere übernahm er auch einige Charakterpartien.
Zu seinen Haupt- bzw. Premierenrollen an der Nationaloper Riga gehörten im Laufe seiner dortigen Karriere unter anderem Grigori/der falsche Dmitri in Boris Godunow (1960), Radames in Aida (1961, 1982, 1998), Don José in Carmen (1962), Siegmund in Die Walküre (1963), die Titelpartien in Tannhäuser und Peter Grimes (beide 1964), der Prinz in Die Liebe zu den drei Orangen (1964), Rodolfo in La Bohème (1965), Cavaradossi in Tosca (1966), Hermann in Pique Dame (1966), Canio in I Pagliacci (1967, 1984), Turiddu in Cavalleria rusticana (1967), Manrico in Il trovatore (1968, 1985), Des Grieux in Manon Lescaut (1969), Golizyn in Chowanschtschina (1970), Erik in Der fliegende Holländer (1970), Edgardo in Lucia di Lammermoor (1971), Kalaf in Turandot (1973), Pinkerton in Madama Butterfly (1977), die Titelrolle in Oedipus Rex (1977), Riccardo/Gustavo in Un ballo in maschera (1978), die Titelrolle in Otello (1980), Herodes in Salome (1981, 1992, 1998), Alfred in der Operette Die Fledermaus (1982), Maurizio in Adriana Lecouvreur (1985), die Titelrolle in Don Carlos (1988), Pollione in Norma (1993), Aegisth in Elektra (1995) und Ismael in Nabucco (1996).
Von 1990 bis 1991 war er auch Direktor der Lettischen Nationaloper.
Von 1970 bis 1980 trat Zariņš als Gast-Solist am Bolschoi-Theater in Moskau auf. Dort sang er in über 50 Vorstellungen, unter anderem Partien wie Hermann, Radames und Don José.
Er gab Gastspiele in der ehemaligen Sowjetunion, Rumänien, Bulgarien, der Tschechoslowakei, Spanien, Deutschland, Italien, Holland, Belgien, Schweden, Frankreich, Österreich, Griechenland, in den USA und Kanada. Zariņš gastierte auch bei internationalen Festivals, so unter anderem in Deutschland bei den Festspielen Burg Dreieichenhain (1992, als Herodes in Salome mit „Otello-Tenor“) und beim Opernfestival in Busseto (in der Titelrolle von Verdis Oper Don Carlos). 1995 sang er am Opernhaus Graz den Aegisth in der Oper Elektra.
Zariņš trat auch als Konzertsänger hervor; im Verlaufe seiner Karriere sang er über 2000 Konzerte. Schwerpunkte seines Konzertrepertoires waren Wolfgang Amadeus Mozart, Giuseppe Verdi (Messa da Requiem), Antonín Dvořák (Requiem) und Gustav Mahler (Sinfonie der Tausend, Das Lied von der Erde). Seine Gesangskarriere dauerte sehr lange an; erst 2006 nahm Zariņš endgültig Abschied von der Bühne.
Kārlis Zariņš war auch als Gesangslehrer tätig. Er unterrichtete viele Jahre als Dozent an der Lettischen Musikakademie (Latvijas Mūzikas akadēmijas) und war dort später Professor für Gesang. Zu seinen Schülern gehörte unter anderem der lettische Tenor Ingus Pētersons.
Zariņš’ Stimme ist durch zahlreiche Tonaufnahmen im Operngenre, mit vokaler Kammermusik und vokal-instrumentalen Kompositionen dokumentiert. 1968 wurde eine Schallplatte mit Opernarien veröffentlicht. 2000 erschien anlässlich seines 70. Geburtstages die CD Popularas operu arijas. Im Bereich der Moderne nahm Zariņš unter anderem Werke des lettischen Komponisten Imants Kalniņš auf.
Zariņš erhielt mehrere musikalische und staatliche Auszeichnungen, unter anderem 1994 den Großen Lettischen Musikpreis (Lielā Mūzikas balva), 1999 den „Aldara“-Musikpreis als Auszeichnung für sein musikalisches Lebenswerk und 2001 den Drei-Sterne-Orden (Triju Zvaigžņu ordenis).
Zariņš war seit 1953 mit seiner Ehefrau Regīnu Zariņu verheiratet. Aus der Ehe ging eine Tochter hervor, die 2003 verstarb. Zariņš starb im Alter von 85 Jahren nach schwerer Krankheit.